# 조용원 (정치인)
조용원(趙甬元, 1957년 ~ )은 조선민주주의인민공화국의 정치인이다. 조선로동당 중앙위원회 위원 겸 조직지도부장이다.

## 경력
조선로동당 중앙위원회 부부장을 거쳐 2016년 5월, 조선로동당 제7차 대회에서 조선로동당 중앙위원회 위원에 임명되었다. 그리고 그는 조선로동당 제8차대회에서 당 중앙위원회 정치국 상무위원, 당 중앙위원회 정치국 위원, 당 중앙군사위원회 위원에 선출되어 조선민주주의인민공화국에서 권력서열 5위로까지 급부상하였다.

## 출신 배경
북한 내부 사정에 정통한 대북 소식통은 “조용원은 북한 핵물리학계의 대부로 꼽히는 김일성대 도상록 교수와 서상국 (1938년) 교수의 제자”라며 “김일성대 물리학부 졸업 후 당 조직지도부에서 잔뼈가 굵었다”고 했다. 이어 “김정일 시절 ‘자연과학 전공 출신을 중용하라'는 방침에 따라 당 조직지도부에 김일성대 물리학부 출신들이 많이 들어갔다”고 말했다.

## 기타
2020년 1월 황순희 사망 당시에 국가장의위원회 위원을 맡았다.

## 같이 보기
- 서상국 (1938년)